# Cokoliv
Cokoliv (v anglickém originále Anything Else) je americká romantická filmová komedie, kterou podle vlastního scénáře natočil režisér Woody Allen. Premiéru měl 27. srpna 2003 na Benátském filmovém festivalu. Pojednává o spisovateli Jerrym Falkovi (Jason Biggs), který žije v New Yorku. Má přítelkyni Brooke (KaDee Strickland), ale zamiluje se do Amandy (Christina Ricci). Brooke se s Jerrym následně rozejde a on se obrací na stárnoucího umělce Davida (Woody Allen). Režisér Quentin Tarantino označil roku 2009 film za jeden ze svých nejoblíbenějších. Naopak kritici Robbie Collin a Tim Robey za jeden z Allenových nejhorších filmů.